# Свайники
Свайники (лат. Strongylidae) — семейство класса круглых червей, или нематод (Nematodes), ведущих паразитический образ жизни. Взрослые имеют длину от 1,5 до 5 см. Характеризуются расширенной передней кишкой (хотя и непостоянно), образующей ротовую полость и капсулу, снабжённую подчас особыми крючьями, 6 сосочками, окружающими рот, и колоколообразным расширением заднего конца тела у самцов, образующим так называемую совокупительную сумку (bursa copulatrix), вооружённую двумя (реже одной) спикулами. К семейству свайников относятся 7 родов, со многими видами, паразитирующими во взрослом состоянии не только в кишечнике, но и других органах позвоночных, по преимуществу млекопитающих. Некоторые виды являются весьма опасными глистами и для жизнедеятельности человека.